# Písac

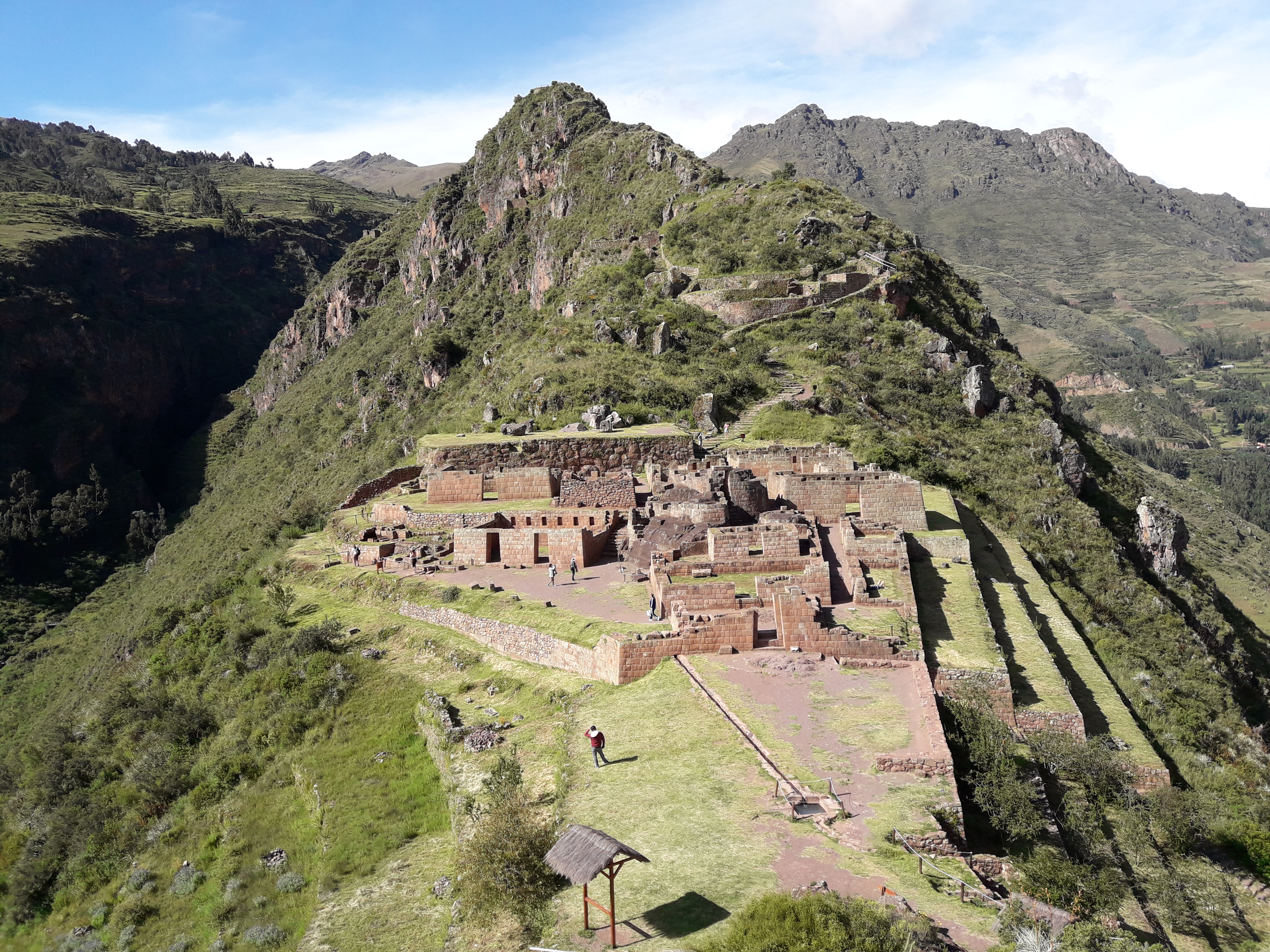

Písac of Pisaq is een distrito van de Calca-provincia in de regio Cusco van Peru in de heilige vallei, aan de rivier de Urubamba. Het dorp is bekend vanwege haar wekelijkse markt op zondag, dinsdag en donderdag, hetgeen grote toeristenstromen aantrekt vanuit het 33 kilometer verderopgelegen Cuzco. Aan het centrale plein van het dorp bevindt zich een grote pisonay-boom (Erythrina edulis). Nabij het dorp bevindt zich een Huanca-begraafplaats, waar zich een gewijd heiligdom bevindt, dat elk jaar in september pelgrims aantrekt.
Bij het dorp, op een heuvel aan de ingang van de vallei, bevindt zich een groot ruïnecomplex van de Inca's, dat bekendstaat als Inca Písac en de grootste toeristische trekpleister vormt. Het complex kan over de helling worden onderverdeeld in vier groepen: Pisaqa, Intihuatana, Q'allaqasa en  Kinchiracay. Intihuatana omvat een aantal baden en tempels. De Tempel van de Zon (een vulkanische ontsluiting uitgesneden tot een "bevestigingspunt" voor de zon (of Inti) vormt hiervan het centrale punt. De uithoeken hiervan lijken erop te wijzen dat het gebouw een soort astronomische functie diende. Q'allaqasa, dat werd gebouwd op een natuurlijke uitloper, vormt een uitkijkpunt over de vallei en staat bekend als de citadel.
De heuvels zijn bedekt met landbouwterrassen, die werden aangelegd door de Inca's en tot op heden in gebruik zijn. Het ruïnecomplex bevatte militaire, religieuze en landbouwgebouwen en aangenomen wordt dat Písac diende als bolwerk voor de verdediging van de zuidelijke ingang naar de vallei, net zoals Choquequirao de westelijke en het fort bij Ollantaytambo de noordelijke ingang verdedigden.
De ruïnes zouden mogelijk in de vorm van een patrijs (pisaca; waar de naam Písac van is afgeleid) zijn aangelegd, waarbij de smalle terrassen beneden de citadel de vleugels zouden moeten voorstellen. De vogelsoort komt veel voor bij de plaats.

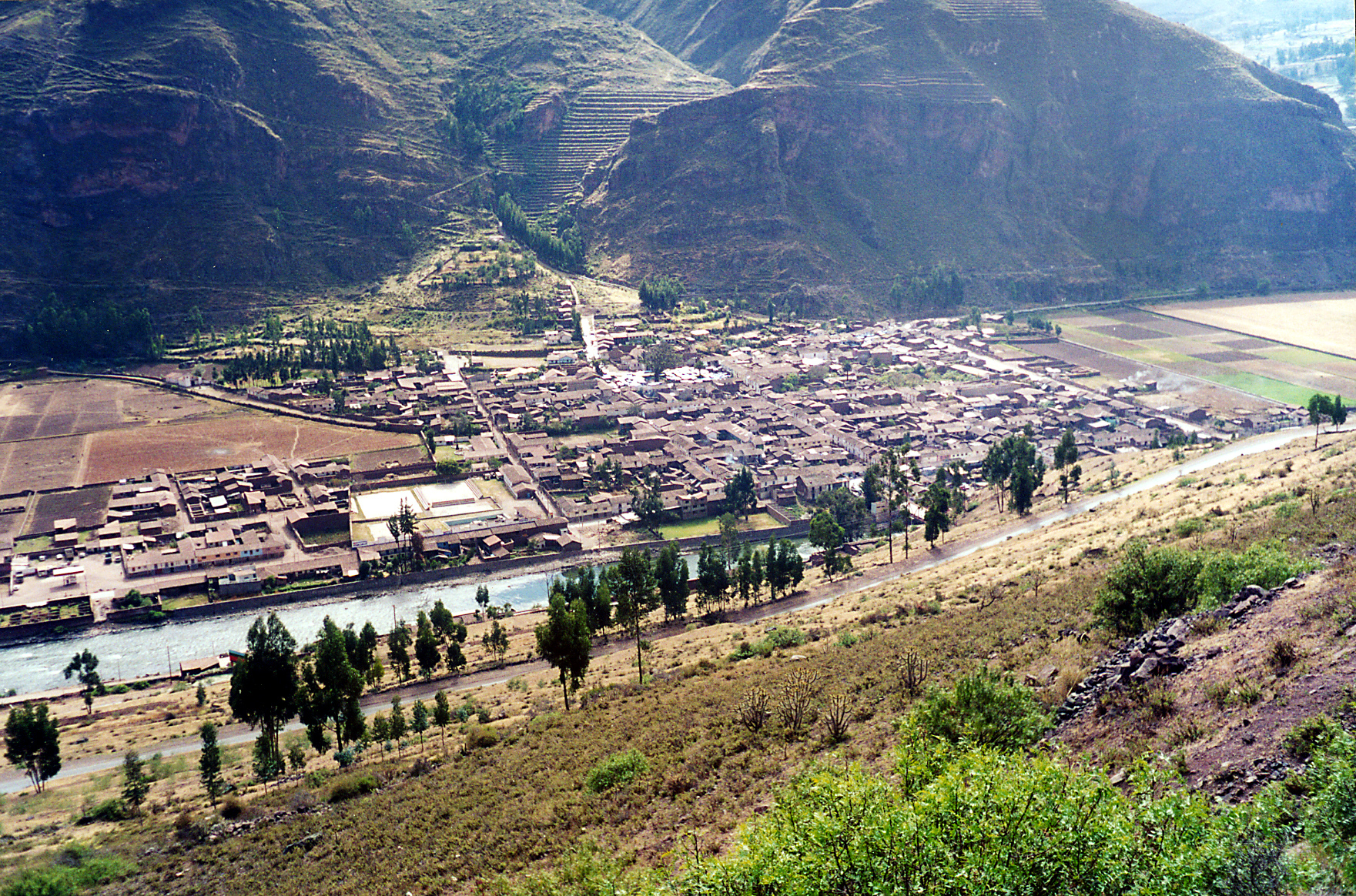
Gezicht op Písac
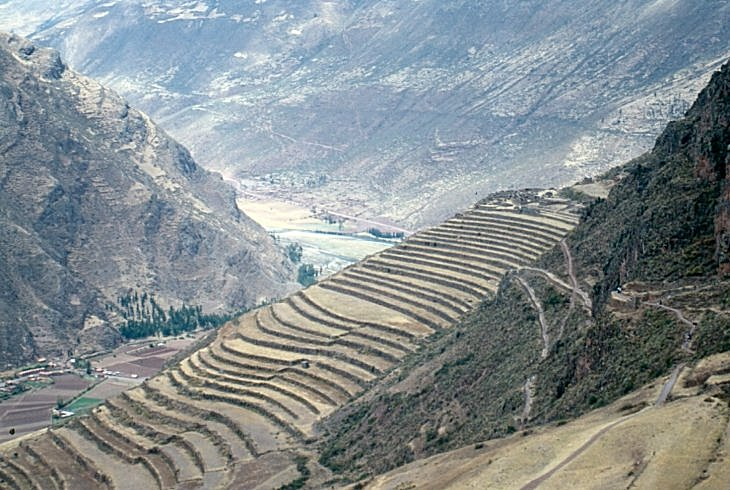
Inca-terrassen bij Písac
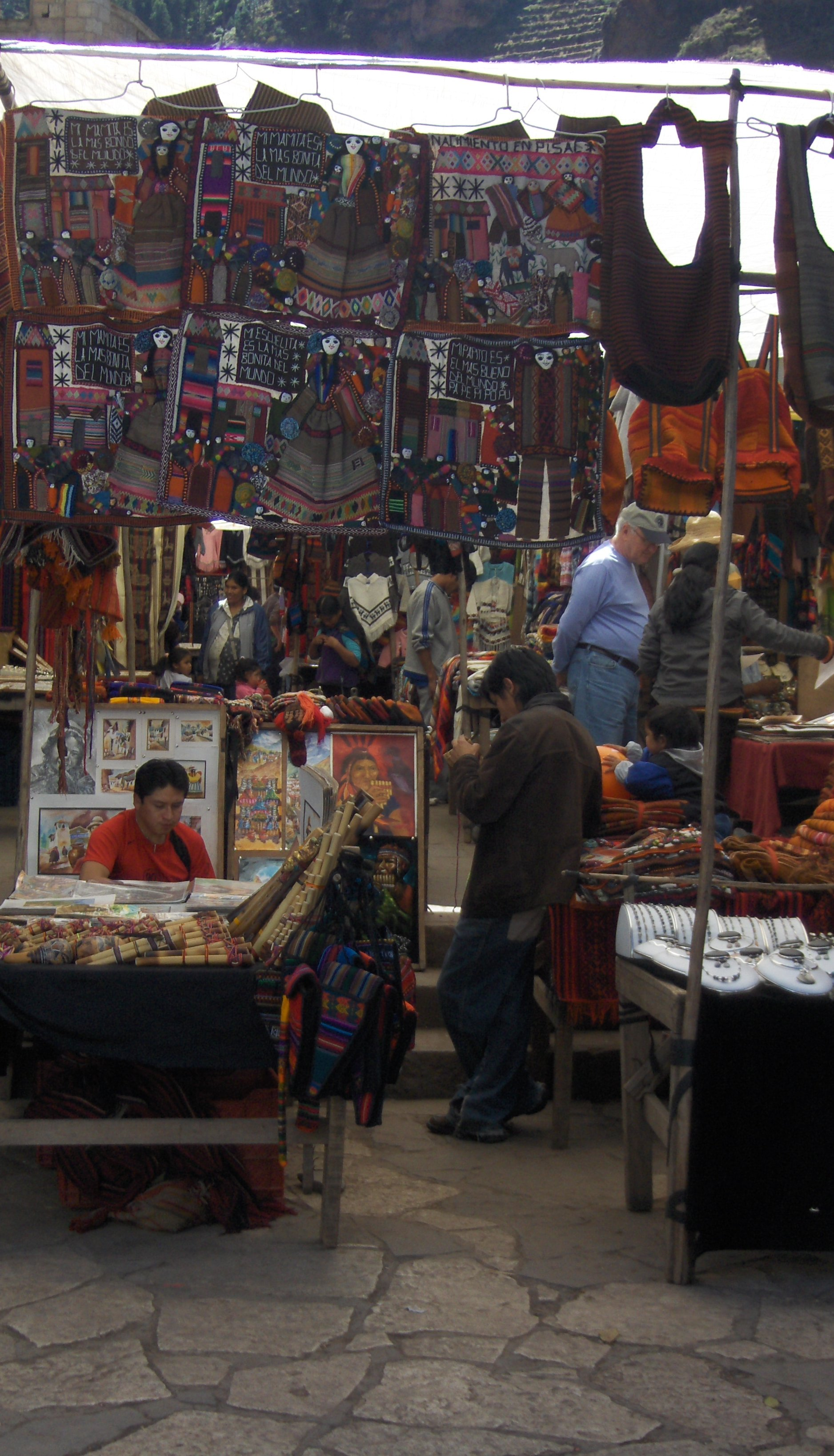
Markt
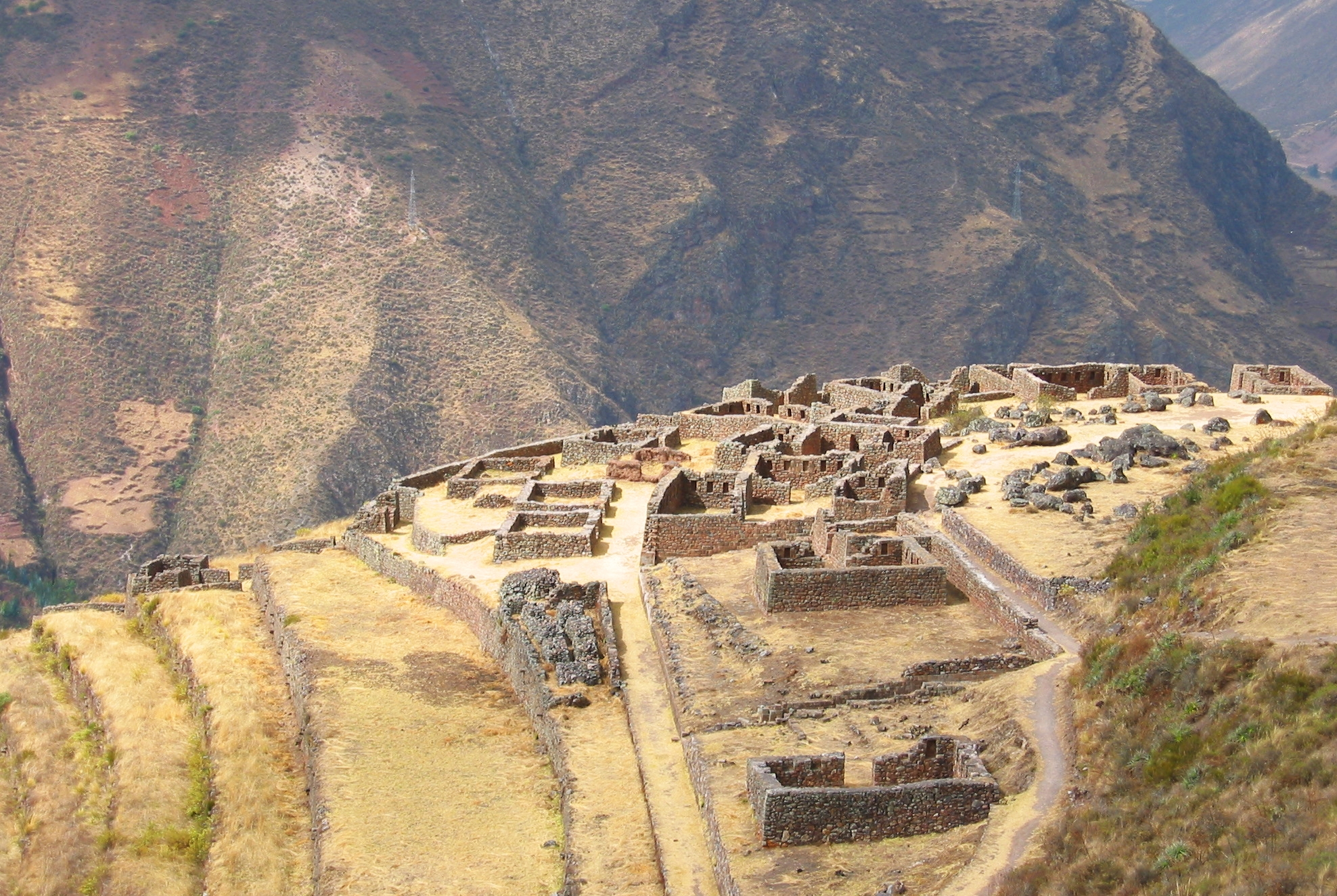
Q'allaqasa, een deel van het Inca-ruïnecomplex
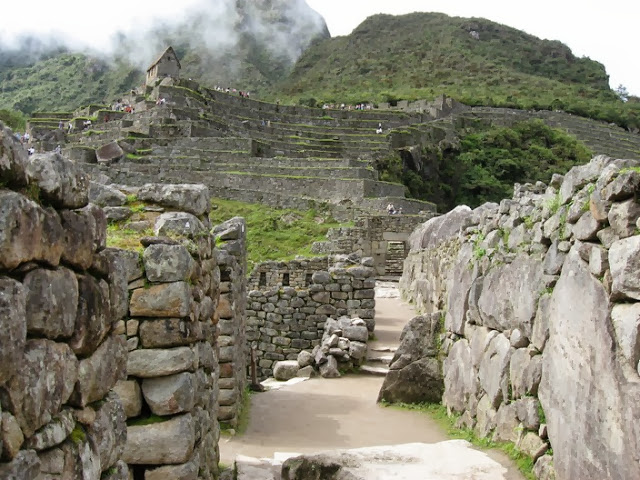
Ruïnes

- Gemeinsame Normdatei: 127479370X
- Library of Congress Control Number: n82220258
- Nationale Bibliotheek van Israël: 987007555249805171
- Virtual International Authority File: 158306394